# Белорусская (станция метро, Замоскворецкая линия)

Эскалатор станции метро «Белорусская». 18 июня 1938 года

«Белору́сская» — станция Замоскворецкой линии Московского метрополитена. Расположена под площадью Тверская Застава между станциями «Динамо» и «Маяковская». Находится на территории Тверского района Центрального административного округа Москвы.
Станция открыта 11 сентября 1938 года в составе участка «Площадь Свердлова» (ныне «Театральная») — «Сокол» (вторая очередь строительства). Получила свое название из-за Белорусского вокзала, в здание которого был встроен единственный выход станции. Имеет переход на станцию «Белорусская» Кольцевой линии.

## История

Скульптура «Белорусские партизаны», установленная на станции метро «Белорусская»

План строительства линии метро, расположенной вдоль современных Тверской улицы и Ленинградского проспекта, появился в 1932 году. Возле Белорусского вокзала предполагалось построить станцию. В генеральном плане реконструкции Москвы 1935 года было окончательно утверждено расположение будущей станции метро «Белорусская». В первоначальном проекте станция называлась «Белорусский вокзал».
Строительство метро «Белорусская» осуществлялось закрытым способом. Для того чтобы встроить вестибюль станции в здание Белорусского вокзала, архитекторам пришлось заменить несущую стену колоннадой. Предполагалось, что «Белорусская» будет иметь и второй выход к жилому району (этот проект не осуществили). Станция была открыта 11 сентября 1938 года в составе участка «Сокол» — «Площадь Свердлова» (ныне «Театральная») второй очереди строительства, после ввода в эксплуатацию которого в Московском метрополитене стало 22 станции.
Во время Великой Отечественной войны на станции «Белорусская» расположился центральный командный пункт, для чего была отгорожена часть платформы. Другая часть использовалась пассажирами, а в ночное время там находилось бомбоубежище. Однажды во время бомбёжки на площади Белорусского вокзала была повреждена водопроводная труба, и вода хлынула сперва в машинный зал эскалаторов, а затем на платформу станции. С большим трудом воду удалось остановить.
В 1952 году был открыт переход на станцию «Белорусская» Кольцевой линии. К началу 1970-х годов оригинальное мраморное покрытие пола было заменено гранитными плитами. В 1998 году на станции были установлены новые эскалаторы. В 2004 году кафельные плитки, покрывавшие путевые стены станции, были заменены на мрамор.
В период с 29 мая по 10 декабря 2010 года переход на Кольцевую линию был закрыт на капитальный ремонт и замену эскалаторов. К открытию перехода были выпущены памятные билеты.

## Архитектура и оформление

### Вестибюль

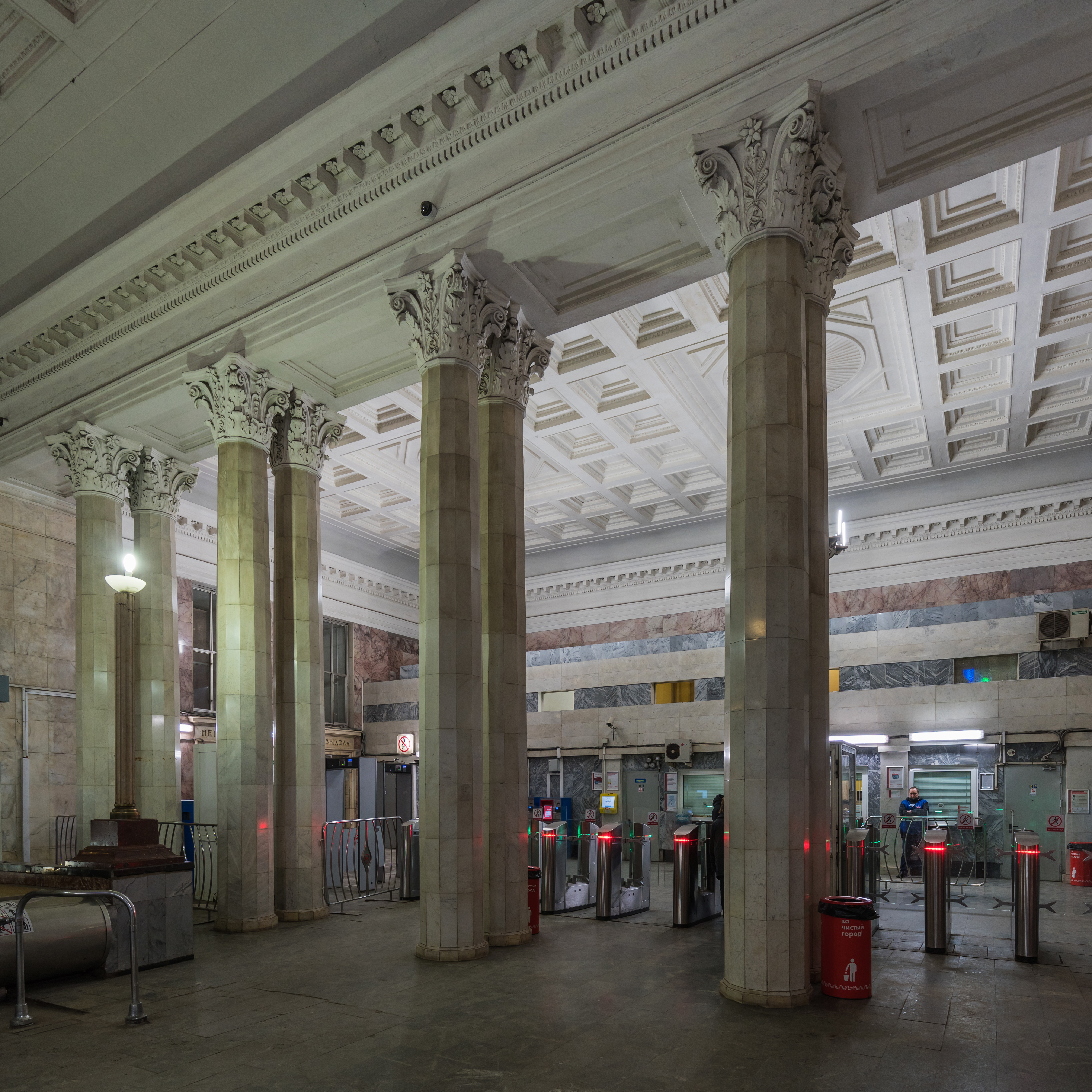
Колоннада в вестибюле станции

Станция метро «Белорусская» имеет один наземный вестибюль, встроенный в северо-восточное крыло Белорусского вокзала. Снаружи вестибюль облицован чёрным гранитом. Помещение вестибюля разделено на два зала колоннадой и турникетами. Парные колонны покрыты белым мрамором. Облицовка была проведена с приданием фустам колонн энтазиса.
В первом зале расположены кассы и два входа. Основной вход на станцию расположен со стороны площади Тверская Застава. Станция имеет и второй вход со стороны Ленинградского проспекта — небольшой мостик соединяет Тверской путепровод с дверями на втором этаже вокзального здания, откуда лестница ведёт в кассовый зал. Стены кассового зала облицованы серым мрамором «уфалей».
Во втором зале расположены эскалатор и выход на площадь Тверская Застава. Стены эскалаторного зала облицованы биробиджанским мрамором тёмно-розового цвета с фиолетовыми прожилками.
В стене имеется памятная надпись, сообщающая дату открытия станции.
Конструкция соединения эскалатора с вестибюлем является оригинальной для довоенных станций. Для эскалатора в полу станции было проделано эллиптическое отверстие, ограждённое небольшим барьером. Благодаря этому при подъёме на эскалаторе пассажирам открывается широкий вид вестибюля. Впоследствии такой приём получил широкое распространение в Московском метрополитене. Трёхленточный эскалатор модели ЭТ-3М имеет высоту 30,6 метров. Он соединяет вестибюль с северным торцом станции.

### Станционные залы

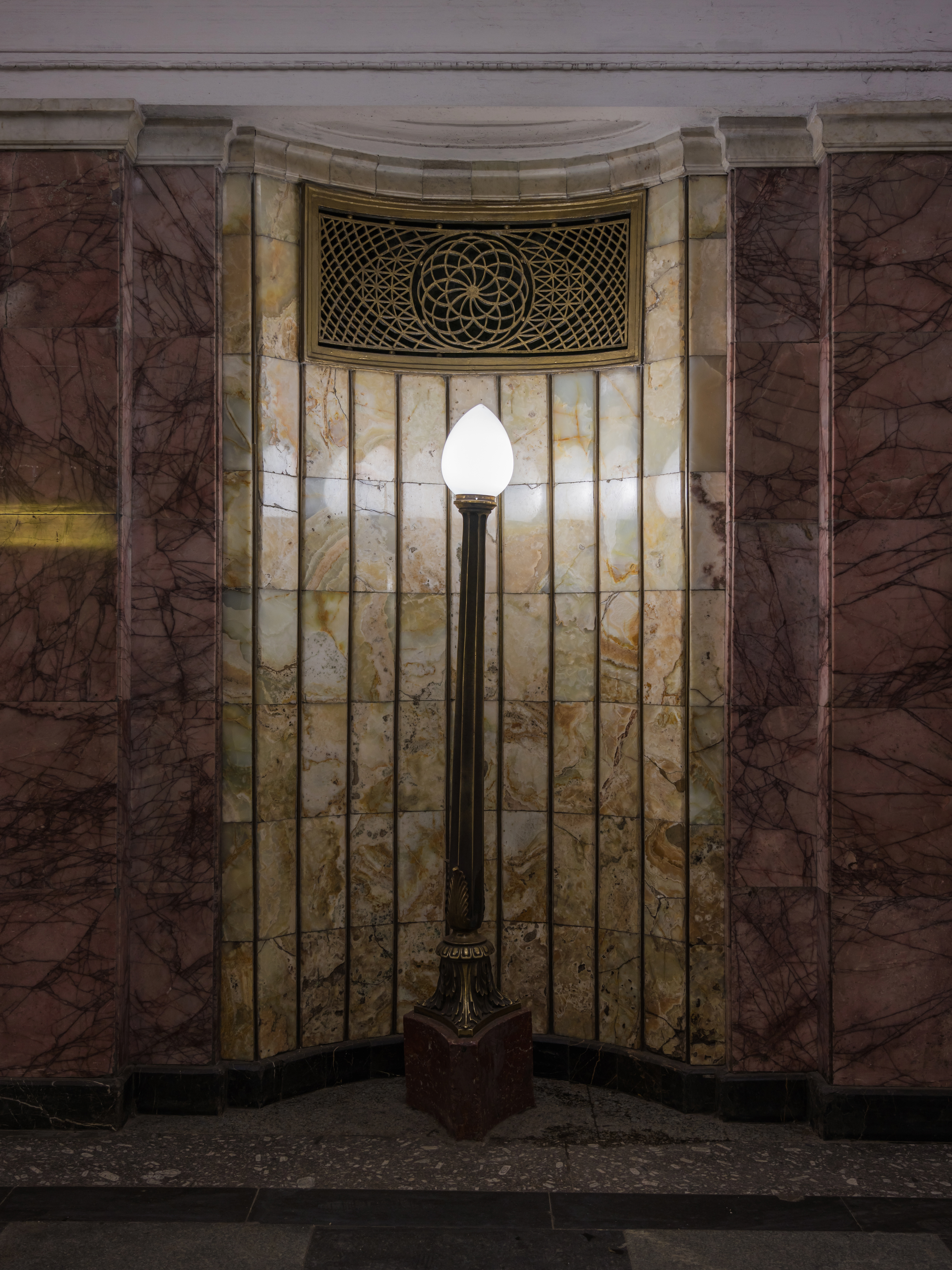
Светильники центрального зала

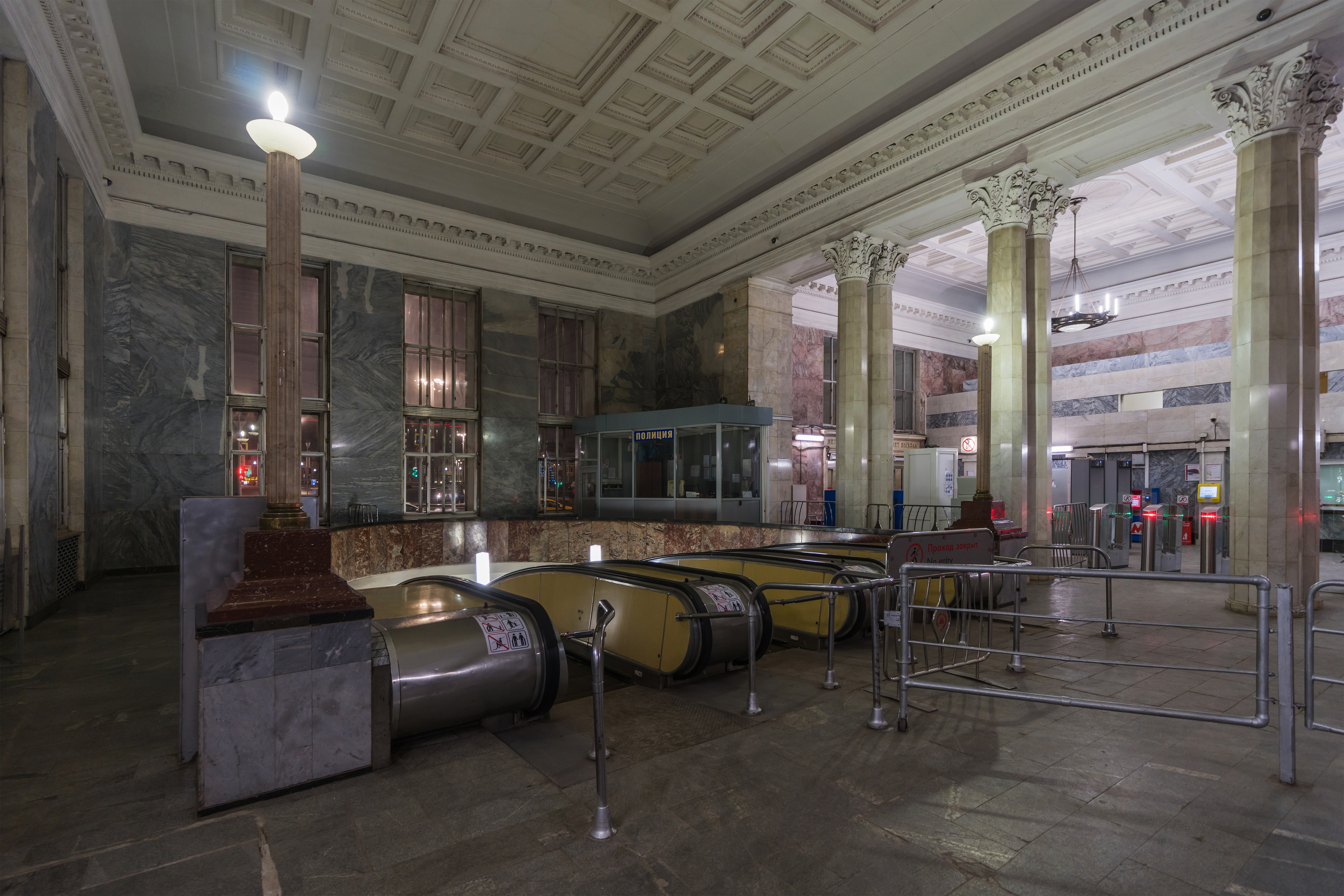
Эскалатор станции

Конструкция станции — пилонная трёхсводчатая глубокого заложения (глубина заложения — 34 метра). Построена по типовому проекту. Обделка из чугунных тюбингов.
В облицовке станционного зала применялся мрамор трёх различных сортов. Варьируя оттенки мрамора, архитекторы старались уменьшить ощущение «подземки» и добиться того, чтобы пассажиры ощущали себя как в подземном дворце. Нефы станции отделены друг от друга, и главное объёмно-пространственное значение приобретает центральный зал. Чтобы зрительно облегчить тяжёлую конструкцию станции, в пилонах со стороны центрального зала были устроены ниши, в каждой из которых установлен светильник на бронзовом торшере.
Пилоны со стороны центрального зала облицованы розовым биробиджанским мрамором. Проходы между пилонами облицованы мрамором «давалу». Верхние части пилонов украшает лепнина, выполненная на тему белорусских национальных орнаментов.
Полуовальные ниши центрального зала облицованы ониксом различных тонов. Если в нижней части ниш плиты оникса имеют тёмный тон и резкий рисунок жилок, то у верхних рядов плиток рисунок более светлый и спокойный. Каждый вертикальный ряд облицовки обрамлён бронзовым штапиком, чтобы подчеркнуть фактуру оникса.
Изначально пол центрального зала был покрыт мраморной мозаикой с богатым узором. Ныне пол станции выложен в шахматном порядке плитами серого гранита и чёрного диабаза.
Путевые стены, первоначально отделанные голубой глазурованной плиткой, с 2003 года покрыты белым мрамором, в нижней части — чёрным мрамором. Станция освещается подвесными люстрами центрального и боковых залов, а также бронзовыми торшерами в нишах пилонов центрального зала.

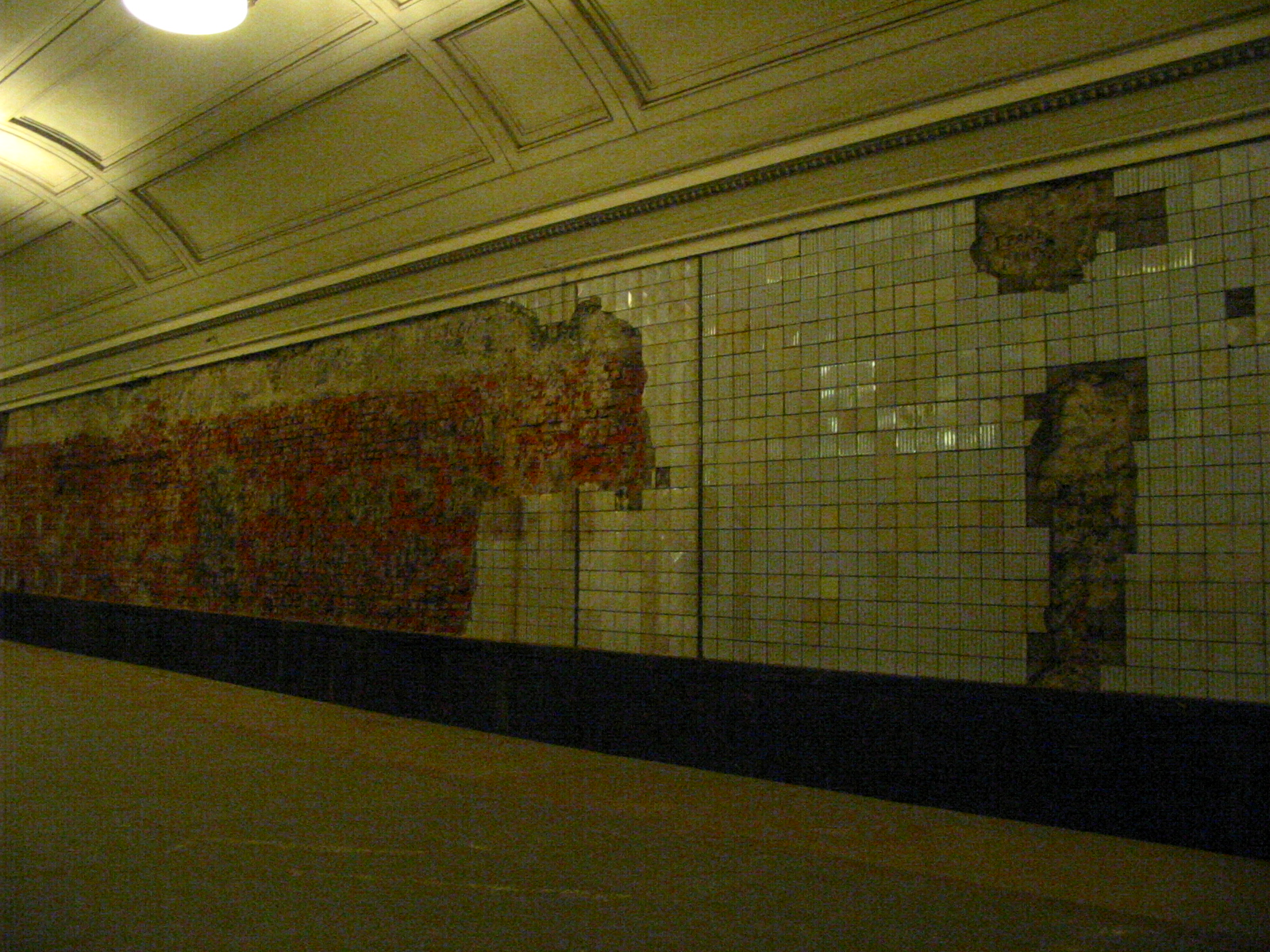
Замена оригинальной голубой плитки на путевых стенах (2003)

В южном торце центрального зала на постаменте из чёрного диабаза до августа 2021 года был установлен бюст В. И. Ленина из тёмно-серого гранита. Впоследствии бюст был демонтирован и перенесён в наземный вестибюль, а на его место установили скульптурную группу «Советская Белоруссия». Ранее эта скульптурная группа стояла на станции Белорусская-кольцевая. После строительства второго выхода скульптурная группа была демонтирована и отправлена на хранение.
Архитекторы станции и вестибюля Н. Н. Андриканис, Н. А. Быкова. Строительство станции выполнила Шахта 79-80 (СМУ-8) Мосметростроя (начальник Ф. Кузьмин). Перронный зал станции метро «Белорусская» и её наземный вестибюль являются выявленными объектами культурного наследия города Москвы.

### Переход на Кольцевую линию
Из центра зала можно осуществить пересадку на станцию «Белорусская» Кольцевой линии (переход открыт в 1952 году). Переход оборудован трёхленточным эскалатором типа ЕТ25 с балюстрадами из нержавеющей стали. В торце верхнего аванзала перехода расположена монументальная скульптурная группа «Белорусские партизаны». Там же установлены восемь оригинальных торшеров, облицованных мрамором и оформленных каменной мозаикой. Пол перехода покрыт красным и чёрным гранитом, стены облицованы мрамором.
В оформлении арок перехода использована флорентийская мозаика на темы белорусского национального орнамента. Архитектор станции «Белорусская» Н. А. Быкова отмечала, что хотя переход слабо удался, арки, ведущие на Кольцевую линию, получились красивыми. Над их оформлением работал художник Г. И. Опрышко совместно с архитектором И. Г. Тарановым.

## Путевое развитие
За станцией расположены оборотные тупики, используемые для ночного отстоя и технического обслуживания поездов. Перегон между станциями «Белорусская» и «Динамо» используется для испытания поездов, так как он прямой, и на нём разрешена максимальная скорость 100 км/ч.

## Станция в цифрах
- Код станции — 035[1].
- Глубина заложения — 34 метра[4].
- Длина платформы — 155 метров[24].
- Диаметр центрального зала — 9,5 метров, боковых 8,5 метров.
- Пикет ПК29+78[22].
- Расстояние до станции «Маяковская» — 1023 метра; расстояние до станции «Динамо» — 2162 метра[4] (расстояние между пикетами станций).
- По данным 1999 года, суточный пассажиропоток станции составлял 33,14 тыс. человек, а количество пересадочных пассажиров — 139,7 тыс. человек[25]. Согласно статистическому исследованию 2002 года, пассажиропоток станции составлял: по входу — 50,5 тыс. человек, по выходу — 59,4 тыс. человек[26].
- Время открытия станции для входа пассажиров — 5 часов 30 минут, время закрытия — в 1 час ночи[27].
- Таблица времени прохождения первого поезда через станцию[28]:

| По чётным числам               | Будние дни | Выходные дни |
| По нечётным числам             | Будние дни | Выходные дни |
| В сторону станции «Динамо»     | 05:55:00   | 05:55:00     |
| В сторону станции «Динамо»     | 05:55:00   | 05:55:00     |
| В сторону станции «Маяковская» | 05:36:00   | 05:36:00     |
| В сторону станции «Маяковская» | 05:36:00   | 05:36:00     |

## Расположение

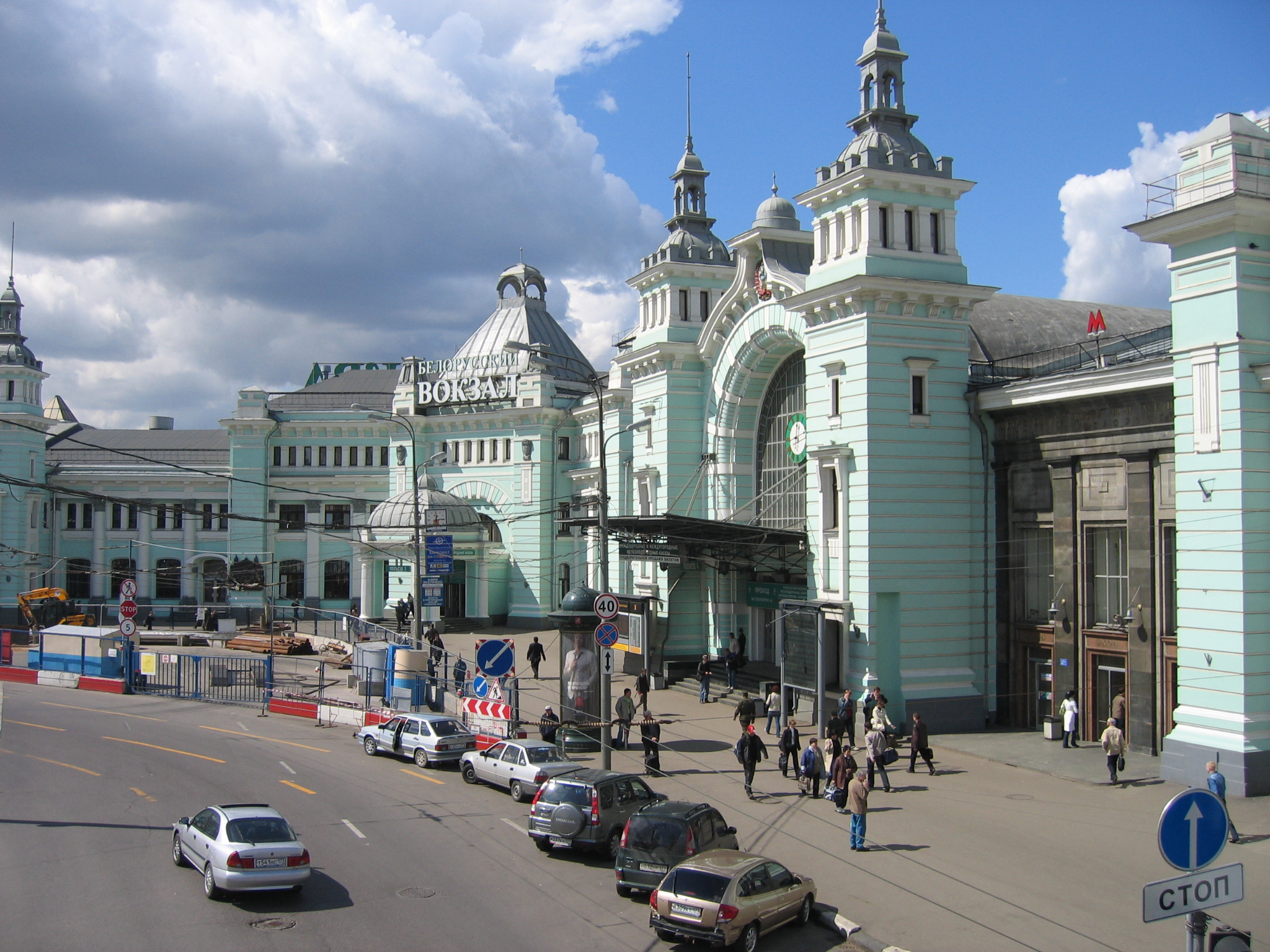
Белорусский вокзал и вход в метро

Станция метро «Белорусская» Замоскворецкой линии расположена между станциями «Динамо» и «Маяковская». Наземный вестибюль, встроенный в здание Белорусского вокзала, имеет выход на площадь Тверская Застава (рядом с Тверским путепроводом). Рядом расположены улицы Грузинский Вал и 2-я Брестская. Адрес вестибюля: площадь Тверская Застава, дом 7. Расстояние от станции до центра Москвы — 3,25 километра.

### Железнодорожный транспорт
Белорусский вокзал обслуживает поезда дальнего следования западного, юго-западного и северного направлений. От Белорусского вокзала начинается Смоленское направление Московской железной дороги, которое связывает Москву с западными регионами России, а также с Беларусью, Литвой, Польшей, Германией и другими государствами Центральной и Восточной Европы.
Между Одинцово и аэропортом Шереметьево ходят поезда «Аэроэкспресс».
Пригородные поезда от вокзала следуют по Белорусскому и Савёловскому направлениям.

### Наземный общественный транспорт
На этой станции можно пересесть на следующие маршруты городского пассажирского транспорта:
- Автобусы: м1, м32, м34, е30, е30к, 27, 116, 345, 356, 366, 382, 384, 418, с482, с532, 905, т70, т78, н1, н12
- Трамваи: 7, 9

### Достопримечательности
На площади Тверская Застава в 200 метрах от выхода со станции находится старообрядческий храм Николы Чудотворца, построенный в 1914—1921 годах. Здание церкви является памятником архитектуры федерального значения.

## Станция «Белорусская» в культуре
- На станции «Белорусская» разворачивается один из эпизодов постапокалиптического романа Дмитрия Глуховского «Метро 2033». Согласно книге, жители «Белорусской» живут за счёт торговли со всеми остальными станциями, оставаясь независимыми[33].